# Manuel Muñoz Casayús
Manuel Muñoz Casayús es un arquitecto español exponente de la generación del 25. 

## Biografía
Fue arquitecto municipal de Albacete entre 1919 y 1922 y arquitecto provincial entre 1922 y 1924. 
Hizo numerosas obras en colaboración con el arquitecto albaceteño Julio Carrilero. Ejecutó algunas de sus obras en Albacete, Zaragoza y Madrid. En algunos de estos lugares dejó rastro del estilo neomudéjar español.

## Obras

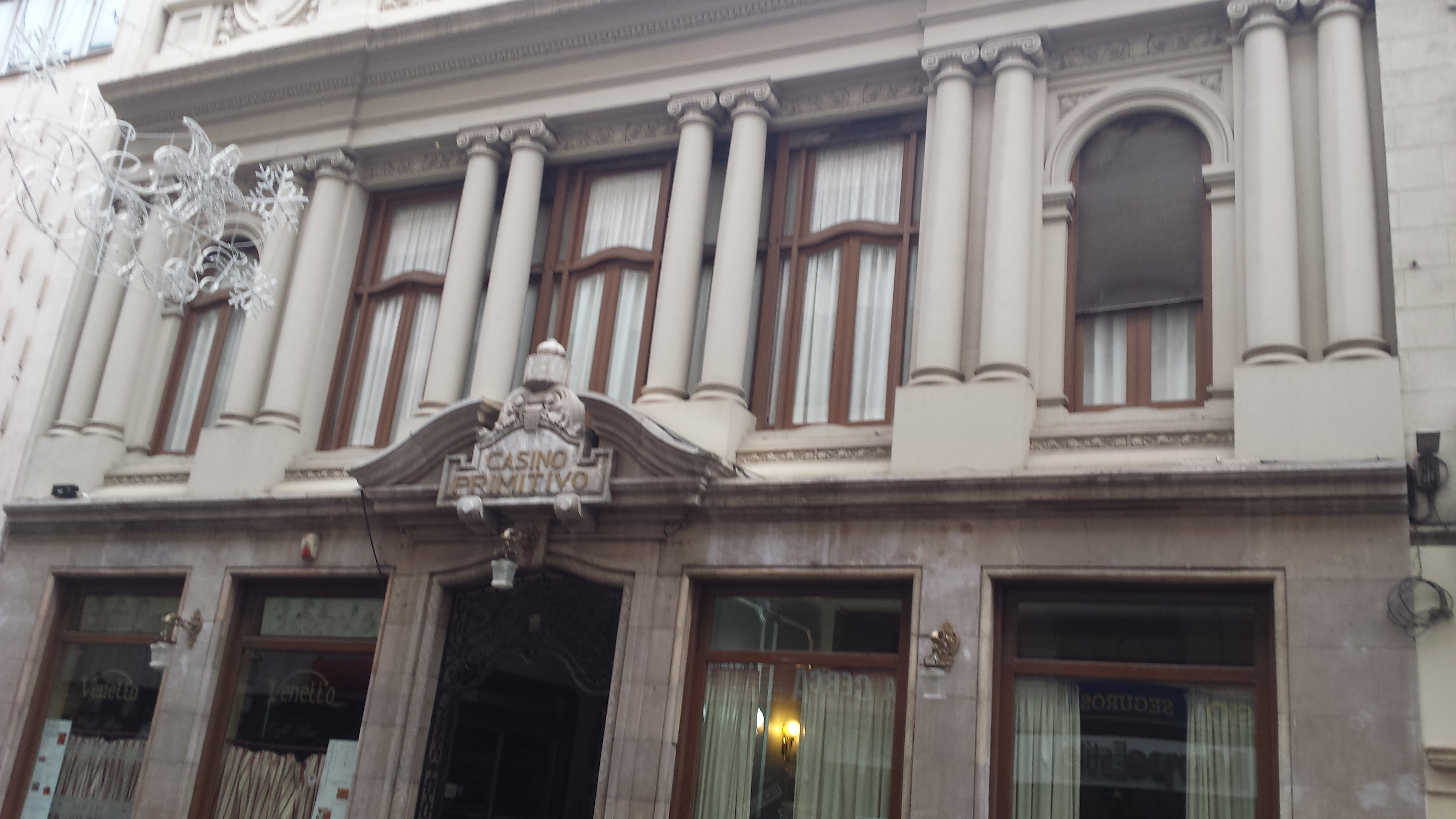
Casino Primitivo de Albacete (1927).

Algunas de las obras de Manuel Muñoz en Albacete son: 
- El Liceo Arturo Moya.
- Bombonería La Violeta.
- Chalet Fontecha (1922)
- Edificio del BBVA (1922), en colaboración con Julio Carrilero Prat
- Colegio Notarial (1925)
- Plan de Ensanche de la década de 1920
- Depósitos del Sol (1921)
- Casino Primitivo de Albacete (1927)

En Madrid:
- En 1931 proyectó, en el número 48 de la Gran Vía madrileña, un edificio para hotel, que contenía también el cine Actualidades, edificio hoy desaparecido.[2]